# بخش پاسچیم مدینی پور
بخش پاسچیم مدینی پور (به انگلیسی: Paschim Medinipur district) یک منطقهٔ مسکونی در هند است که در بخش مدینی‌پور واقع شده‌است. بخش پاسچیم مدینی پور ۶٬۳۰۸ کیلومتر مربع مساحت دارد.